# Ku Kaj-cse
Ku Kaj-cse (hagyományos kínai: 顧愷之, egyszerűsített kínai: 顾恺之, pinjin: Gù Kǎizhī, magyaros átírással: Ku Kaj-cse) kínai festő. 344 körül született Csiangszu (Jiangsu) tartomány Vuhszi (Wuxi) városában. Először 364-ben festett, Nancsing (Nanking) városában, 366-ban hivatalnok lett, később udvari hivatalnokká nevezték ki. Költőként és kalligráfusként is ismert. A neki tulajdonított festmények selyemtekercseken maradtak fenn, melyeket jórészt külföldi múzeumokban őriznek.

## Képek

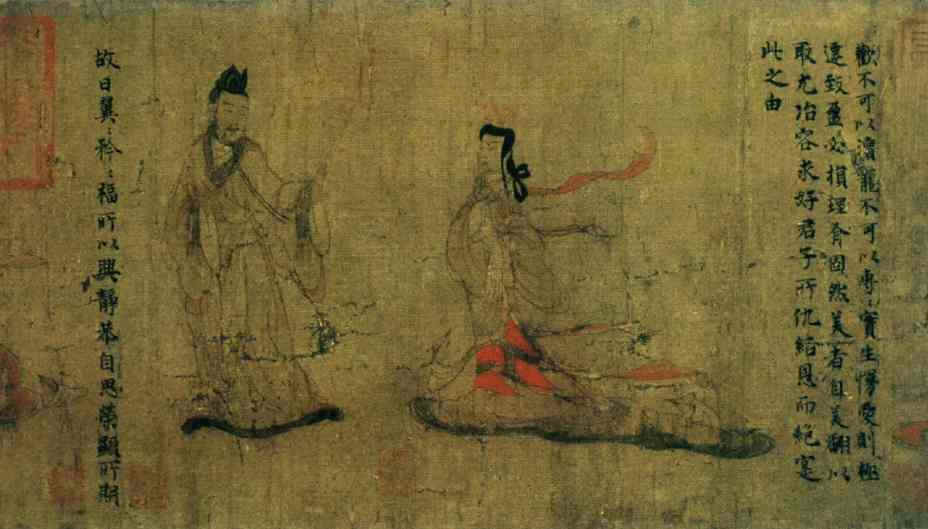
Intelmek udvarhölgyeknek (részlet).
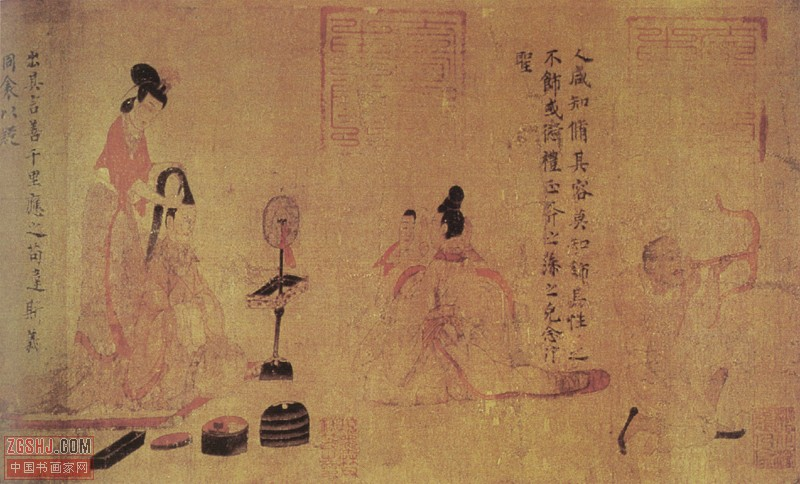
Intelmek udvarhölgyeknek (részlet)
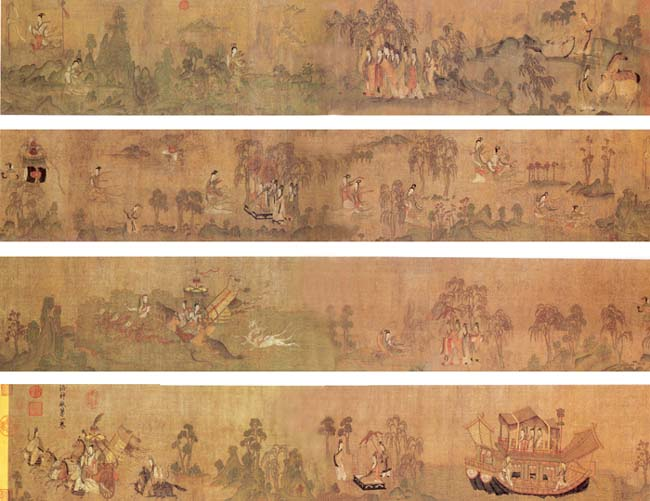
A Luo folyó nimfája
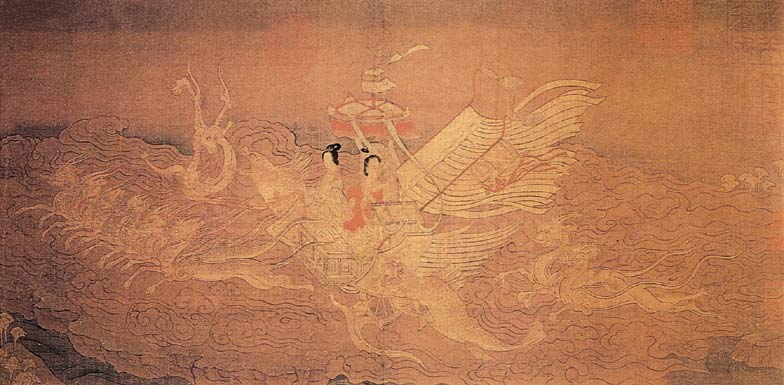
A Luo folyó nimfája
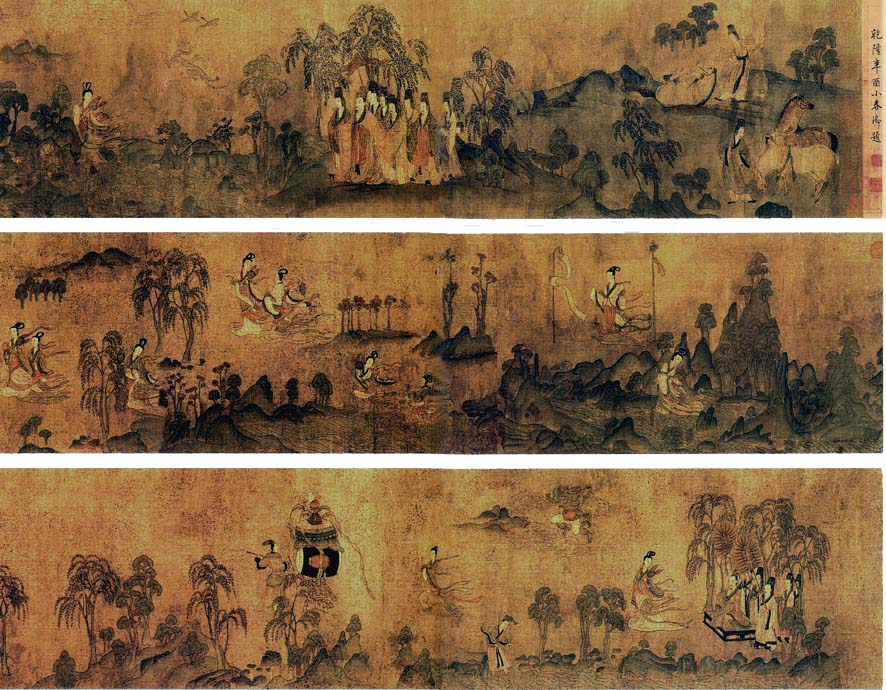
Luosenfu (Luoshenfu)

## Fordítás
- Ez a szócikk részben vagy egészben  a   Gu Kaizhi című angol Wikipédia-szócikk fordításán alapul.  Az eredeti cikk szerkesztőit annak laptörténete sorolja fel. Ez a jelzés csupán a megfogalmazás eredetét és a szerzői jogokat jelzi, nem szolgál a cikkben szereplő információk forrásmegjelöléseként.